# Phillip Troy Linger
Phillip Troy Linger, znany także jako Phillip Troy (ur. 21 marca 1964 w Hrabstwie Fresno w stanie Kalifornia) – amerykański aktor i producent filmowy i telewizyjny.

## Życiorys
Dorastał w Południowej Kalifornii i na Krecie w Grecji, dzięki czemu opanował biegle język grecki. Ukończył z tytułem Bachelor's degree wydział nauk humanistycznych i tytułem honorowym wydział języka obcego na University of Southern California w Los Angeles, gdzie grał w baseball.
Debiutował na ekranie w thrillerze sensacyjnym Ogniste ptaki (Fire Birds, 1990) u boku Nicolasa Cage’a, Sean Young i Tommy’ego Lee Jonesa.
W latach 1993–2005 był wydawcą i redaktorem naczelnym „Brentwood Magazine”, luksusowej publikacji poświęconej stylowi życia w południowej Kalifornii. Od 2010 został prezesem i wydawcą „Art & Antiques Magazine”.
5 października 1996 poślubił Janet Angelę Linnane. Mają syna Christophera oraz dwie córki Kaylę i Cayceę. W lutym 2019 doszło do rozwodu.

## Wybrana filmografia

### Filmy fabularne
- 1990: Ogniste ptaki (Fire Birds) jako partner tancerki
- 1993: Być najlepszym (To Be the Best) jako Sam Kulhane
- 1993: Język smoka (Snapdragon) jako umysłowo chory pacjent
- 1994: Zabójcze diamenty (Ice) jako Charley Reed
- 1995: The Street Corner Kids: The Sequel jako
- 1999: Bezlitośni zabójcy (Silent Predators, TV) jako Doktor Matthew Watkins
- 2001: Dopuszczalne ryzyko (Robin Cook's Acceptable Risk, TV) jako
- 2006: Mustang Sally jako Tony
- 2009: The Jailhouse jako Szeryf Hooper
- 2009: Port City jako Montgomery
- 2012: Drugie życie króla (Arthur Newman) jako Fuller Wells
- 2012: Gniazdo szerszeni (Hornet's Nest, TV) jako Detektyw Roland
- 2012: Igrzyska śmierci (The Hunger Games) jako Ojciec Katniss
- 2015: Igrzyska śmierci: Kosogłos. Część 2 (The Hunger Games: Mockingjay Part 2) jako Ojciec Katniss

### Seriale TV
- 1990: Hunter jako Oficer Tim O'Neill
- 1992: Great Scott! jako Archeolog Bohater
- 1994: Słoneczny patrol (Baywatch) jako Scott Daniels
- 1997: Nocny patrol (Baywatch Nights)
- 2008: Pogoda na miłość (One Tree Hill) jako barman
- 2008: Mała Brytania w Ameryce (Little Britain USA) jako Oficer Donner